# (29249) Hiraizumi
(29249) Hiraizumi est un astéroïde de la ceinture principale.

## Description
(29249) Hiraizumi est un astéroïde de la ceinture principale. Il fut découvert le 26 septembre 1992 à Geisei par Tsutomu Seki. Il présente une orbite caractérisée par un demi-grand axe de 2,78 UA, une excentricité de 0,08 et une inclinaison de 0,7° par rapport à l'écliptique.

## Compléments